# Oropus delimatus
Oropus delimatus är en skalbaggsart som beskrevs av Schuster och Albert A. Grigarick 1960. Oropus delimatus ingår i släktet Oropus och familjen kortvingar. Inga underarter finns listade i Catalogue of Life.